# Erecella lutea
Erecella lutea is een hooiwagen uit de familie Assamiidae.